# Уралове
Уралове́ — село в Україні, у Зноб-Новгородській селищній громаді Шосткинського району Сумської області. Населення становить 597 осіб.

## Географія
Село знаходиться на лівому березі річки Свига, вище за течією на відстані 1 км розташоване село Чигин, нижче за течією на відстані 5 км розташоване село Хильчичі. Селом протікає річка Маківка. Через село проходить автомобільна дорога Т 1908.

## Назва
Назва Олтар (Вівтар) є проявом величезного східного ареалу схожих назв на шляхах племені аланів. Осетинське слово  ældar перекладається як князь (букв.‘рукодержець’, звідки слово запозичене до монгольської та мадярської мови).

## Символіка
На гербі зображений білий вівтар, що символізує історичну назву села (герб є промовистим). На вівтарі сидить змій з яблуком пізнання добра і зла, що відображає як стародавні культи, що існували в цій місцевості так і християнство.

## Історія
В епоху неоліту поблизу від села перебувало кілька стоянок стародавніх людей, про що свідчать кам'яні знаряддя праці, знайдені в місцевості під назвою Рівки.
Перша згадка про Олтаре припадає на початок XVII століття і міститься в Жалуваній грамоті польського короля Сигізмунда від 15 серпня 1610 року про дарування «починка Волтарь в Сиверском Новгородку» з «землею порубною ухожею» козацькому отаману Тимофію Васильовичу Шарову. На момент зазначеного пожалування Олтар (в діалектній вимові — Волтар) був починком (невеликим новим поселенням) і, ймовірно, виник незадовго перед тим, наприкінці XVI — початку XVII ст.
З дня заснування Олтар входив до складу Російського царства і на момент передачі його Польщі, в кінці червня — початку липня 1619 року, знаходився у володінні чотирьох підданих московського царя.
Після переходу Сіверських земель до Речі Посполитої Олтар був зарахований до Новгород-Сіверського староства і в жовтні 1633 року відданий у володіння Олександру Пясоченському, проте вже в березні 1637 року його відокремили від староства і передали Новгород-Сіверській єзуїтській колегії, яка по ревізії 1638 року володіла в ньому 18 дворами.
Через кілька років після звільнення України від поляків Олтар був переданий Новгород-Сіверському Спасо-Преображенському монастирю і 3 вересня 1667 року закріплений за ним царською грамотою, а 21 серпня 1673 — універсалом гетьмана Івана Самойловича.
У 1723 році в Олтарі значилося 25 дворів і 15 хат, з яких Спасо- Преображенському монастирю належало 23 двору і 15 хат, а козакам 2 двори, в 1765—1768 рр. — 68 дворів і 11 бездворних хат, а в 1779—1781 рр. — 95 дворів, 116 хат і 3 бездвворові хати, з яких Спасо-Преображенському монастирю належало 93 двори, 114 хат і 3 бездворові хати, а козацьким підпомічникам — 2 двори і 2 хати. На момент опису Новгород-Сіверського намісництва (1779—1781 рр.) в селі проживало 124 обивателі зі своїми сім'ями.
У 1786 році на підставі іменного указу Катерини ІІ від 10 квітня 1786 «Про склад Київської, Чернігівської та Новгород -Сіверської єпархій» Олтар був вилучений у Спасо-Преображенського монастиря і переданий в казенне відомство. З зазначеного часу він перебував у володінні казни, а його жителі мали статус державних селян і платили грошовий податок державі.
Після скасування кріпосного права, на початку 80-х років XIX століття, в селі працювали 3 заїжджих двори, 3 лавки, 14 вітряних млинів і ряд інших невеликих торгових і промислових підприємств.
Здавна в Олтарі функціонувала Покровська дерев'яна церква, яка, за переказами, була перенесена з сусіднього села Чигин. На початку 90-х років ХІХ століття церква згоріла, а на її місці в 1894 році була зведена нова церква. Богослужіння у Покровській церкві тривали до 1932—1935 рр. після чого її закрили і передали під сільський клуб, а в 1940—1941 рр. зруйнували.
У 1885 році в Олтарі була відкрита двокласна церковно-приходська школа, в 1890 році земська школа, в якій в 1901 році навчалося 42 хлопчики і 6 дівчаток, а в 1896 році школа грамоти, в якій на 1 січня 1899 навчалося 45 хлопчиків і 1 дівчинка. Земська школа розміщувалася в новозбудованому громадському приміщенні і утримувалася коштом земства в сумі 150 руб. і сільського товариства в сумі 135 руб. на рік. Відсоток грамотності серед місцевих жителів був невисоким і на початку 1897 становив 10,3 %.
У 1922 році Олтар був перейменований в Уралове, на честь відомого театрального актора Уралова (Конькова) Іллі Матвійовича (1872 — 16.10.1920), який помер у Новгороді-Сіверському Чернігівської області.
Село постраждало внаслідок геноциду українського народу, проведеного урядом СССР в 1932—1933 роках.
12 червня 2020 року, відповідно до розпорядження Кабінету Міністрів України № 723-р «Про визначення адміністративних центрів та затвердження територій територіальних громад Сумської області», село увійшло до складу Зноб-Новгородської селищної громади.
19 липня 2020 року, в результаті адміністративно-територіальної реформи та ліквідації Середино-Будського району, село увійшло до складу новоутвореного Шосткинського району.

#### Російське вторгнення в Україну (з 2022)
3 серпня 2024 року російські війська обстріляли село. Зафіксовано 10 вибухів, ймовірно ствольна артилерія 122 мм.         